# Leopold Lentner
Leopold Lentner (* 6. November 1907 in Wien; † 12. Februar 1995 in Heiligenkreuz) war ein österreichischer Theologe, Religionspädagoge und Leiter des Katechetischen Instituts Wien.  

## Leben und Werk
Leopold Lentner maturierte 1926 in Hollabrunn und trat anschließend in das Wiener Priesterseminar ein.  Am 19. Juli 1931 wurde er in Wien zum Priester geweiht und am 27. Februar 1932 an der Universität Wien mit einer Dissertation bei Nivard Schlögl zum Dr. theol. promoviert. 
Im Zweiten Weltkrieg geriet er in französische Kriegsgefangenschaft. 
Nach 1946 wirkte er als Gymnasialprofessor in Wien und bis 1950 als Journalist für die österreichische Wochenzeitung Die Furche.  
1950 kam er ins erzbischöfliche Schulamt und übernahm die Aufgabe, einen neuen Katechismus für Österreich herauszugeben. 1956 bis 1968 war er Leiter des Katechetischen Institutes in Wien. 1958 erfolgte seine Habilitation und die Ernennung zum Univ.-Doz. für Pastoral und Katechetik. 
Bis 1968 war er Schriftleiter der Christlich-pädagogischen Blätter. In den Jahren 1969 bis 1982 war er Dozent für Pastoraltheologie, Liturgie und Katechetik an der Hochschule Heiligenkreuz. Sein Begräbnis am Wiener Zentralfriedhof hielt Gregor Henckel-Donnersmarck.

## Werke
- Leopold Lentner (Hrsg.): Katechetisches Wörterbuch. Herder, Freiburg 1961.